# Mesosa persimilis
Mesosa persimilis es una especie de escarabajo longicornio del género Mesosa, categorizada en la tribu Mesosini, de la subfamilia Lamiinae. Fue descrita por Breuning en 1936.

## Descripción
Mide 10,5 mm de longitud.

## Distribución
Se distribuye por Camboya.